# Erasing Frank
Erasing Frank (Originaltitel Eltörölni Frankot) ist ein Filmdrama von Gábor Fabricius, das im September 2021 bei den Internationalen Festspielen von Venedig seine Premiere feierte und am 7. Oktober 2021 in die ungarischen Kinos kam. Der Film erzählt die Geschichte eines jungen Mannes, der wegen seiner vermeintlich subversiven Musik als politischer Feind eingestuft und von einem fiktionalisierten ungarischen Staat in eine psychiatrische Anstalt eingeliefert wird. 

## Handlung
Im Jahr 1983 in Budapest. Frank ist Anfang zwanzig und Sänger einer Punkband, die sich dem politischen System mit ihrer Musik und ihren Texten mutig widersetzt. Ihre Konzerte veranstalten sie im Geheimen ohne Genehmigung der Behörden. Während eines der Konzerte wird Frank von der Polizei festgenommen, in eine psychiatrische Einrichtung gebracht und dort auf Anordnung der Partei mit Psychopharmaka vollgestopft. So versucht man die Opposition zu unterdrücken, nimmt jedoch keine Rücksicht auf die Gesundheit der Insassen. 
In der Psychiatrie, wo Frank in der offenen Abteilung relativ viele Freiheiten genießt, lernt er Hanna kennen, die noch nie etwas von Freiheit, geschweige denn von Punkmusik gehört hat.

## Produktion

### Regie und Drehbuch

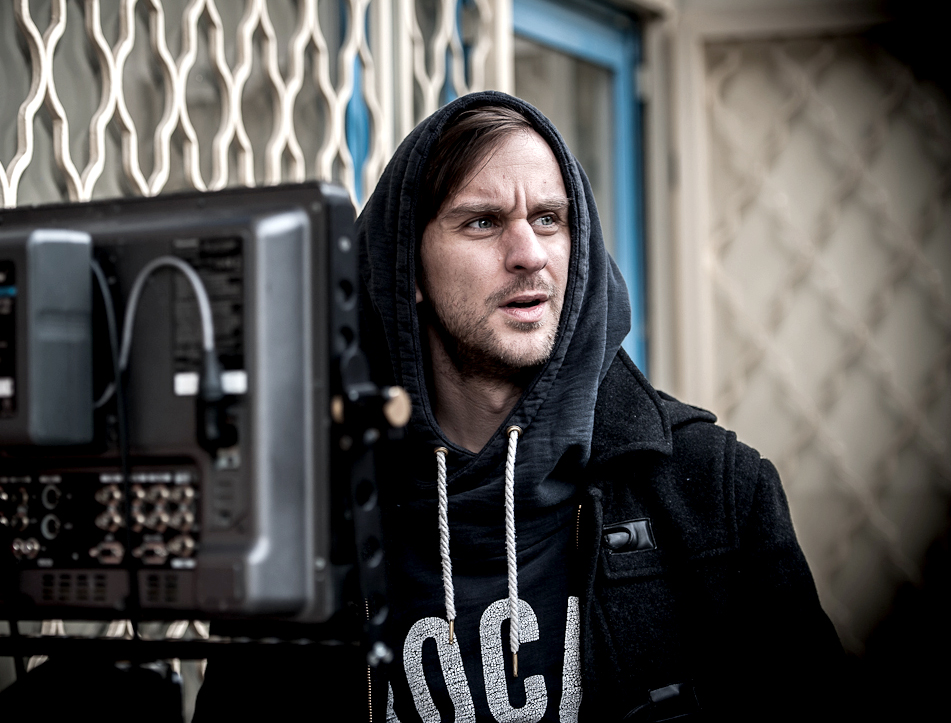
Regisseur Gábor Fabricius

Es handelt sich bei Erasing Frank um das Spielfilmdebüt von Gábor Fabricius. Der ungarische Filmregisseur und Drehbuchautor wurde in Budapest geboren. Nach seinem Abschluss am Eötvös-József-Gymnasium in Budapest studierte er Mediendesign an der Moholy-Nagy-Universität für Kunsthandwerk und Gestaltung in Budapest. 
Es folgte ein Masterabschluss am Central Saint-Martins College in London im Jahr 2005. Hiernach arbeitete er als Praktikant bei Scott Free Films, der Produktionsfirma von Ridley Scott. Im Jahr 1997 gründete er die Kreativagentur Republic Group. Fabricius veröffentlichte auch zwei Romane.
Die „politische Psychiatrie“ steht im Film als ein Symbol. In Ungarn wurden über diese Art von Institutionen viele Lügen verbreitet, und noch heute glaubten manche Menschen, sie seien dafür da, um anderen zu helfen, so der Regisseur. Da alle Dokumente vom Innenministerium bereinigt, vernichtet und verbrannt wurden, war er auf Archive von Privatpersonen angewiesen und recherchierte zwei Jahre lang die besonderen historischen Hintergründe dieser Zeit. Auch wenn es sich bei Erasing Frank um einen fiktiven Film handelt, seien 95 Prozent von dem Erzählten irgendwann jemandem passiert und diese Begebenheiten zu einem Mosaik zusammengeführt worden.

### Besetzung und Dreharbeiten
Benjamin Fuchs spielt in der Titelrolle Róbert Frank. Es handelt sich um seine erste Filmrolle überhaupt. Fabricius hatte ihn nach einem längeren Casting gefunden. Fuchs kommt selbst aus dem Underground-Musikbereich und hatte bereits eine grundsätzliche negative Haltung gegenüber dem Establishment und dem Mainstream. Aufgrund seiner eigenen Karriere als Musiker, seiner Bühnenerfahrung und des Umstands, dass auch sein Vater die Familie verlassen hatte, fand sich Fuchs in der Geschichte wieder, die der Film erzählt. Kincsö Blénesi spielt Hanna, die Frank in der psychiatrischen Klinik kennenlernt. István Lénárt ist in der Rolle des intellektuellen Jenö Erös zu sehen, der versucht, Frank die Ideologie der Partei nahezubringen.

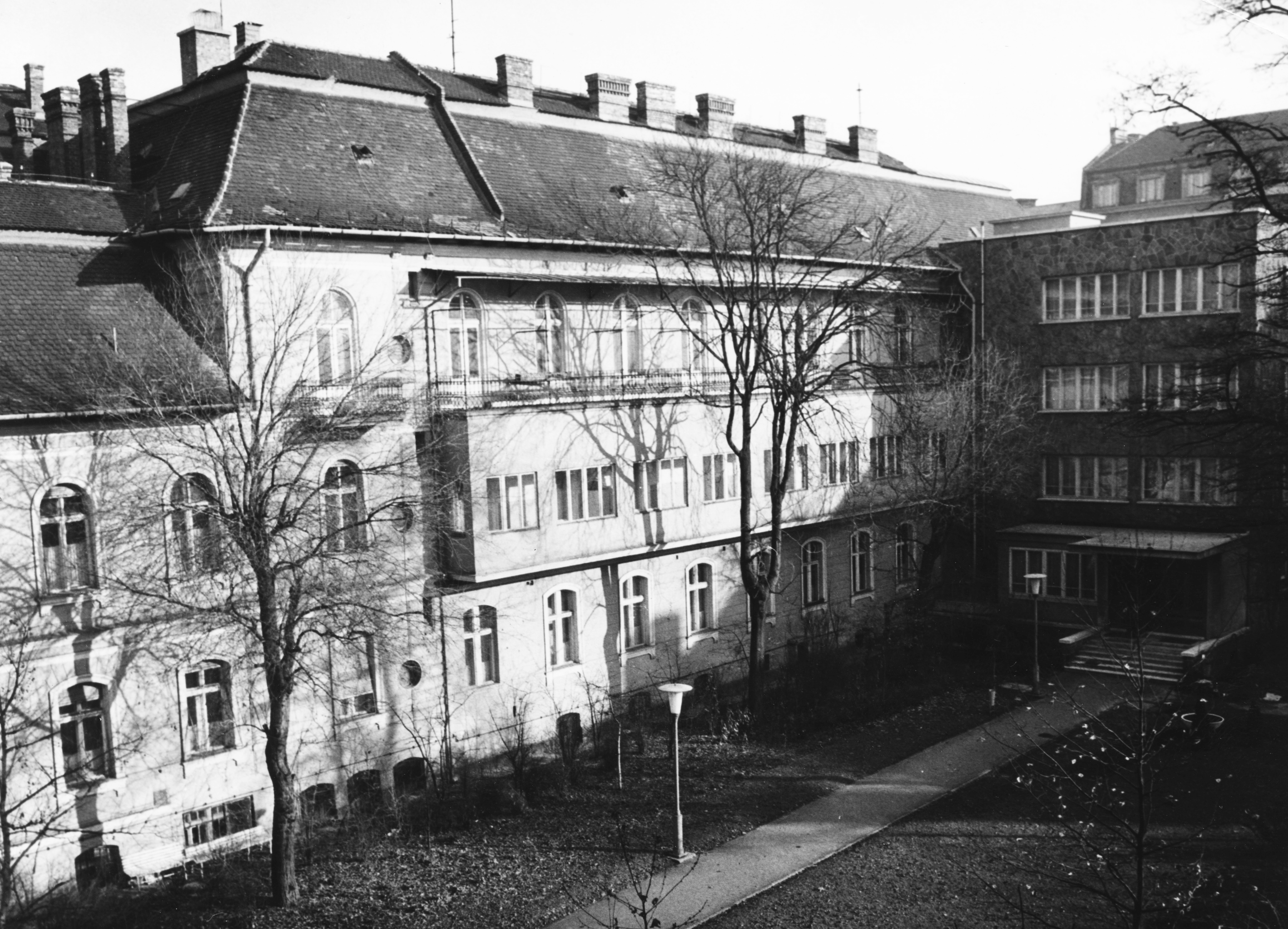
Einer der Drehorte: Das Korvin-Ottó-Krankenhaus in Budapest

Die Dreharbeiten wurden im Juli 2020 begonnen. An insgesamt 28 Drehtagen entstanden Aufnahmen im Kulturzentrum des abgerissenen Wärmekraftwerks Inota 70 km südwestlich von Budapest, in einem Getreidelager auf der Insel Csepel in Budapest, im Hatos-Studio des Ungarischen Rundfunks, in einem Stahlbetontunnel im Bezirk Kőbánya, in der Wohnung des Menschenrechtlers Ferenc Kőszeg und im Korvin-Otto-Krankenhaus im VII. Budapester Bezirk. Das Krankenhaus, in dem sie drehten, wurde nach Beendigung des Films abgerissen. An der Einrichtung, den Zimmern und Foyers wurde nur wenig geändert. Als Kameramann fungierte Tamás Dobos. Der Film wurde in Schwarzweiß gedreht. Der verwendete 16-mm-Film Kodak 500T spiegele in seiner körnigen und bleigrauen Qualität die 1980er Jahre am besten wider, so Tamás Dobos. So ist der Film auch eine Hommage an die Budapester Schule, die viel mit Schwarzweiß arbeitete. Er habe dort weitermachen wollen, wo diese Meister aufhören mussten, so der Regisseur.

### Filmmusik und Veröffentlichung
Freunde von Fabricius, die Underground-Punkmusiker sind, schrieben die Songs für den Film. Der Text sollte für das Publikum nicht klar verständlich sein, da die Worte selbst nicht von Bedeutung seien, so der Regisseur, und der Zuschauer sie mit seinen eigenen Texten auszufüllen versuchen soll, um ihn in den kreativen Prozess einzubinden.
Die Premiere erfolgte am 4. oder 5. September 2021 bei den Internationalen Festspielen von Venedig, wo der Film in der Critics Week vorgestellt wurde. Der Kinostart in Ungarn erfolgte am 7. Oktober 2021. Ab Ende Oktober 2021 wurde der Film bei den Hofer Filmtagen gezeigt. Ende April 2022 wurde Erasing Frank beim Crossing Europe Filmfestival in Linz vorgestellt und feierte hier seine Österreichpremiere.

## Rezeption

### Kritiken
Mateusz Tarwacki von Eye for Film schreibt in seiner Kritik, obwohl die Handlung von Erasing Frank im Jahr 1983 angesiedelt ist, 
sei der politische Kommentar zu staatlicher Zensur und Einschränkung der Freiheit nur allzu klar, und Punkrock passe nicht nur perfekt zu den Zeiten der Ungarischen Volksrepublik, sondern auch zu den aktuellen politischen Verhältnissen in Ungarn mit der Einschränkung der Meinungsfreiheit und der Vernichtung der Gegenkultur. Besonders interessant erschienen die Interaktionen zwischen Frank und Erös, da der Zusammenprall von Jugend und Alter nicht deutlicher dargestellt werden könnte. Der alte Apparatschik könne sich kaum auf den Beinen halten, und seine Geschichte von der Rebellion und der zerstörerischen Energie der Jugend wirke fast wie eine Karikatur. 
Der dynamische Stil der Kameraarbeitvon Tamás Dobos erinnert Tarwacki an die Angst und das Grauen, die auch von Son of Saul von László Nemes ausgingen. In beiden Filmen würden die Charaktere entmenschlicht dargestellt, als wären sie Fleischsäcke, keine Menschen. Man könne die Klugheit des ungarischen Regisseurs Gábor Fabricius nicht leugnen, der mit seinem brillant einfachen Film zwei Finger zum gegenwärtigen ungarischen Staat erhebt und in Erasing Frank einen Vergleich mit dem Kommunismus anstellt, den das Land mehr als alles andere auf der Welt hasst.

### Auszeichnungen
Crossing Europe 2022
- Nominierung im Competition Fiction[11]

Internationale Filmfestspiele von Venedig 2021
- Nominierung im Wettbewerb der Settimana Internazionale della Critica (Gábor Fabricius)
- Auszeichnung mit dem Verona Film Club Award

Movies That Matter Festival 2022
- Auszeichnung mit dem Grand Jury Fiction Award (Gábor Fabricius)[12]